# Emma Igual
Emma Igual (Barcelona, 9 d'octubre de 1990 - Txàssiv Iar, Ucraïna, 9 de setembre de 2023) va ser una cooperant catalana en conflictes bèl·lics. Va ser la primera víctima catalana de la invasió russa d'Ucraïna.

## Biografia
Va fer primària al col·legi barcelonès Projecte i secundària a l'Institut Jaume Balmes.
Va descobrir la cooperació internacional en la seva etapa universitària, cursant la llicenciatura en Ciències Polítiques a la Universitat Autònoma de Barcelona, que va acabar el 2010. Del 2009 al 2012 va liderar la Delegació juvenil d'Amnistia Internacional.
El 2015 es va col·legiar al Col·legi de Professionals de la Ciència Política i de la Sociologia de Catalunya i es va involucrar a la sectorial de pau i drets humans de les joventuts d'ICV. També va ser una de les responsables a Barcelona i la primera coordinadora del moviment polític Diem25 impulsat per Yanis Varufakis.
Un curs de la Creu Roja li va obrir les portes a participar en projectes d'ajuda humanitària, especialment relacionats amb nens, el primer a Grècia el 2016, i també a Myanmar, el Marroc i Kenya. No va deixar de formar-se en àmbits pròxims a la cooperació, motiu pel qual va fer màsters en Relacions Internacionals i un postgrau en Ajuda Humanitària a la UOC, que va acabar el 2020.
Poc després de l'inici de la invasió russa d'Ucraïna del 2022 es va desplaçar a Ucraïna per evacuar civils i soldats ferits i va fundar l'ONG Road to Relief juntament amb Henri Camenen per dur a terme aquesta tasca. A banda dels rescats, aquesta ONG també va establir hospitals de campanya i practicar la telemedicina per visitar i diagnosticar pacients en remot. Va establir la seu de l'ONG a la ciutat ucraïnesa de Sloviansk, on el 1941 més de mil jueus van ser afusellats pels nazis. Road to Relief havia aconseguit evacuar 1.200 persones, 500 infants entre elles, fins al març de 2023.

## Mort i reaccions
Emma Igual va morir en l'atac rus del 9 de setembre de 2023 contra diversos vehicles de la seva ONG, que volien avaluar les necessitats dels civils que patien el foc creuat. L'atac es va produir mentre es dirigien a la ciutat d'Ivanivske, a prop de Bakhmut, exactament al seu pas per Txàssiv Iar, en el context de la invasió russa d'Ucraïna del 2022. Al mateix vehicle que Igual hi viatjaven els voluntaris Anthony «Tonko» Ihnat, que també va morir, així com Ruben Mawick i Johan Mathias Thyr, que van resultar greument ferits.
El govern espanyol li va concedir la Gran Creu d'Isabel la Catòlica.
Dos dies després de la seva mort, la ministra de Justícia espanyola, Pilar Llop, juntament amb el Fiscal General d'Ucraïna, Andriy Kostin, van iniciar el plantejament d'una investigació conjunta sobre la mort d'Igual en el marc de les investigacions dels aspectes legals del conflicte armat a les reunions del Consell d'Europa. Llop, en reunions prèvies del Consell, va expressar “el ferme compromís del Govern d'Espanya per assegurar la rendició de comptes pels crims internacionals comesos al context de la guerra russa contra Ucraïna”. Per altra banda hi ha altres apreciacions sobre la possible investigació: el jurista Manuel Marraco, basant-se en la reforma legal espanyola del concepte de Justícia universal de 2014 argumenta que la Justícia espanyola no té possibilitat d'investigar la mort d'Igual i posa l'exemple de l'arxiu de l'homicidi del fotoperiodista José Couso a la Invasió de l'Iraq de 2003.
El ministre d'afers exteriors espanyol, José Manuel Albares, va sol·licitar a Ucraïna i al Tribunal Penal Internacional el 12 de setembre que investiguessin la mort d'Emma Igual com un possible crim de guerra, traslladant-los la disponibilitat d'Espanya a col·laborar amb el mitjans humans i materials necessaris.